# Комсомольский (Свердловская область)
Комсомольский  — посёлок в Талицком городском округе Свердловской области, Россия.

## Географическое положение
Посёлок Комсомольский  муниципального образования «Талицкого городского округа» Свердловской области находится в 17 километрах (по автотрассе в 25 километрах) к северо-востоку от города Талица, на правом берегу реки Суетка (левый приток реки Пышма), в долине реки Отнога (левый приток реки Суетка). В посёлке имеется пруд.

## Население
| 2002 | 2010 | 2021 |
| ---- | ---- | ---- |
| 838  | ↘717 | ↘630 |